# Municipio de Kawthaung
El municipio de Kawthaung (birmano: ကော့သောင်မြို့နယ်) es un municipio de Birmania perteneciente al distrito de Kawthaung de la región de Tanintharyi. Su capital es Kawthaung, que también es la capital distrital. En 2014 tenía 140 020 habitantes.
El municipio, con una extensión de 2527 km², se ubica sobre la costa del mar de Andamán en el extremo meridional de la región y del país, comprendiendo la mitad meridional del distrito y abarcando tanto una parte continental como un conjunto de islas del archipiélago de Mergui. En su parte continental solamente limita al norte con el municipio de Bokpyin; al este es fronterizo con Tailandia, pero está separado del terreno tailandés por la desembocadura del río Kraburi. En su parte insular, pertenece a este municipio la isla de Zadetkyi Kyun, además de otras muchas de menor tamaño. Además de Kawthaung, pertenecen a este municipio otras localidades como Khamaukgyi y Pyigyimandaing.